# Troy Polamalu
Troy Aumua Polamalu (* 19. April 1981 in Garden Grove, Kalifornien als Troy Benjamin Aumua) ist ein ehemaliger US-amerikanischer American-Football-Spieler auf der Position des Strong Safety. Er spielte zwölf Jahre für die Pittsburgh Steelers in der National Football League (NFL). Mit den Steelers gewann er den Super Bowl XL und den Super Bowl XLIII. 2020 wurde Polamalu in die Pro Football Hall of Fame gewählt.

## Karriere
Polamalu wurde 2003 in der ersten Runde des NFL Drafts von den Pittsburgh Steelers ausgewählt. Die Steelers durften ursprünglich erst an 27. Stelle ihren ersten Spieler auswählen. Um sich die Rechte an Polamalu zu sichern, gaben sie ihr Erstrundenwahlrecht zusammen mit ihrem 92. und 200. Pick an die Kansas City Chiefs ab und erhielten im Austausch deren Wahlrecht an 16. Stelle. Bei den Steelers wurde er von 2004 bis 2008 jedes Jahr für den Pro Bowl nominiert.
Am 5. Februar 2006 gewann er mit den Pittsburgh Steelers den Super Bowl XL gegen die Seattle Seahawks und am 1. Februar 2009 gewann er seinen zweiten Super Bowl (Super Bowl XLIII), ebenfalls mit den Steelers, gegen die Arizona Cardinals.
Am 31. Januar 2011 wurde er zum Defensive Player of the Year ernannt. Bei der Wahl konnte er sich unter anderem gegen den Linebacker der Green Bay Packers, Clay Matthews, durchsetzen.
Am 10. April 2015 gab Polamalu seinen Rücktritt bekannt.
Am 1. Februar 2020 wurde Polamalu in die Pro Football Hall of Fame gewählt.

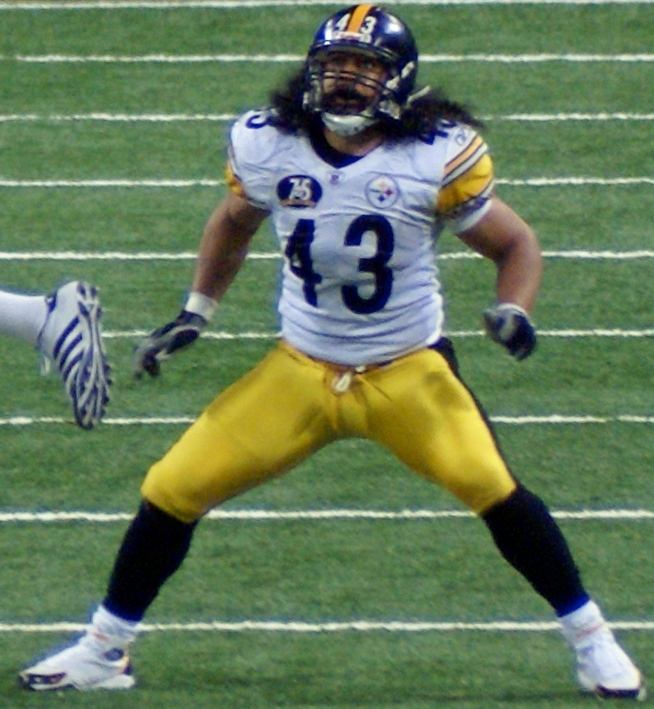
Troy Polamalu im Spiel gegen die St. Louis Rams am 20. Dezember 2007